# One Step Closer
One Step Closer va ser el primer senzill i un dels videoclips del disc Hybrid Theory del grup Linkin Park. És una de les cançons més famoses del grup i una de les poques en què en Mike Shinoda no apareix cantant rap. La cançó, d'estil nu metal, dura uns 2:30 minuts.